# Јеванђеље из Линдирсфана
Јеванђеље из Линдисфарна (енгл. Lindisfarne Gospels) је назив за раносредњовековни латински илуминирани рукопис који садржи четири јеванђеља. Израђен у Линдисфарнеу у Нортумбрији (данашња северноисточна Енглеска) крајем 7. или почетком 8. века. Рукопис је богато илустроваан сликама које се сматрају једним од најљепших примерака тзв. инсуларне или хиберно-саксонске уметности. Текст је у потпуности очуван, као и књига (са изузетком корица), што је реткост за рукописе такве старости.
Верује се да је књигу израдио монах Едвтит у част свог претходника светог Куберта. Захваљујући белешкама на крају рукописа познато нам је доста о пореклу Линдисфарнских еванђеља, укључујући имена преводиоца (Алдреда) и рукописца (епископа Едбрита), који је вероватно и сам осликао еванђеље. У ирским самостанима монаси су били подељени на млађе ученике, радничку браћу (који су обављали тежачке послове) и старије (најискуснији монаси) који су се бавили копирањем светих књига. Пошто су старији монаси били доста цењени уметници некад су њихова дела преписивана епископима .
Текст јеванђеља је исписан инсуларним писмом. Рукопис је оригинално био везан у златом опточене корице које је израдио монах по имену Вилтрих, али су оне изгубљене за време викиншких напада у 8. веку. Два века касније је Алдред Писар на рубовима страница додао староенглеску глосу, преводећи текст од речи до речи, и тако начинио први енглески превод Јеванђеља.
Претпоставља се да се текст чувао у Дурхамској катедрали све до затварања манастира у 16. веку. Током 17. века рукопис је дошао у посед Роберта Брука Котона, племића и антиквара, тако да се нашао у познатој Котоновој библиотеци. Одатле је у 18. веку премештен у Британски музеј, а у Британској библиотеци од њеног оснивања 1973. године.

## Илустрације
Јеванђеље је осликано у тзв. хибернијско-саксонском стилу, који је заправо спој различитих утицаја, укључујући вијугаве органске мотиве и апстрактне узорке келтског Ла Тèне стила, елемената грчко-римских оквира, па чак и коптских мотива. Потпуно осликане странице на почетку сваког еванђеља су познате као „тепих-странице“ због њихове сличности с источњачким дизајнима тепиха; оне су и служиле као уводни церемонијални тепих који је наглашавао почетак новог поглавља Новог завјета.